# Kwame Brown
Kwame James Brown (Charleston, Južna Karolina, 10. ožujka 1982.) američki je profesionalni košarkaš. Igra na poziciji centra, a trenuatčno je član NBA momčadi Detroit Pistonsa. Izabran je u 1. krugu (1. ukupno) NBA drafta 2001. od strane Washington Wizardsa.

## Srednja škola
Pohađao je srednju školu Glynn Academy. Smatran je kao jedan od najboljih srednjoškolskih igrača u svojoj generaciji. 2001. godine, Brown je izborio mjesto u McDonald's All-American momčadi te je svoju srednjoškolsku karijeru završio kao drugi strijelac, najbolji skakač i najbolji bloker škole. Krajem te sezone prijavio se na NBA draft.

## NBA karijera

### Washington Wizards
Izabran je kao prvi izbor NBA drafta 2001. od strane Washington Wizardsa. Očekivanja su još više porasla, time što ga je upravo Michael Jordan izabrao kao prvi izbor drafta. Brown je čak na probnom kampu prije drafta rekao treneru Wizardsa:„ Ako me izaberete, nećete požaliti.“ Međutim uprava Wizardsa ubrzo je požalila što je birala Browna na draftu je Brown u svojoj rookie sezoni prosječno postizao samo 4.5 poena i 3.5 skokova, što je bilo iznenađujuće malo za nadolazeću NBA zvijezdu. Wizardsi su puni povjerenja i nade u Brownov potencijal, odlučili mladom centru pružiti još jednu priliku. Brown je odigrao 80 utakmica, od toga startajući u njih 20, te je prosječno postizao 7.4 poena i 5.3 skokova. U trećoj sezoni u dresu Wizardsa, Brown je prosječno postizao 10.9 poena i 7.4 skokova. Nakon tri sezone, Brownova budućnost u Wizardsima postala je upitna zbog toga što je odbio potpisati petogodišnji ugovor vrijedan 30 milijuna dolara. U sezoni 2004./05. Brown je napravio korak unazad u poboljšanju igre te je odigrao samo 42 utakmice zbog ozljede. Prosječno je postizao 7 poena i 4.9 skokova, a učinak sezone bio mu je samo 19 poena nasuprot 30 poena prethodne sezone. Kasnije u sezoni kritike su se povećale nakon što se posvađao s Gilbertom Arenasom i trenerom što je rezultiralo nezadovoljstvom navijača. 

### Los Angeles Lakers
2. kolovoza 2005. Brown je mijenjan u Los Angeles Lakerse zajedno s Laronom Profitom u zamjenu za Carona Butlera i Chuckya Atkinsa. Brown se u početku baš i nije snašao u novom okruženju te je u početku sezone imao prosjek ispod 6 poena i 6 skokova. 26. prosinca 2005. Brown se vratio u dvoranu Wizardsa te je od 20 tisuća navijača primio žestoke zvižduke svaki puta kada bi dobio loptu. Nakon što se startni centar Lakersa, Chris Mihm, ozlijedio Brown je preuzeo tu ulogu i unaprijedio statistike na 12.3 poena i 9.1 skokova. U sezoni 2006./07. Brown se ozlijedio, a mjesto startnog centra, preuzeo je mladi Andrew Bynum. Brown se u momčad vratio početkom prosinca i ulazio s klupe. U sezoni 2007./08. Brown se ponovno ozlijedio te je Bynum preuzeo mjesto u startnoj petorci. Nakon nekoliko utakmica Bynum je ozlijedio koljeno, a povratnik u momčad je razočarao navijače Lakersa. Brown je u jednoj utakmici promašio zakucavanje te je imao više pogrešaka nego skokova. 

### Memphis Grizzlies
1. veljače 2008. Brown je mijenjan u Memphis Grizzliese zajedno s Javarisom Crittentonom, Aaronom McKieom i pravima na Marca Gasola u zamjenu za Paua Gasola, izbor prvog kruga na draftu 2008. i 2010. te izbor drugog kruga na drafta 2010. godine. Ova zamjena proglašena je vrlo uspješnom "krađom" za Lakerse jer su u zamjenu za posrnulog Browna dobili sjajnog Gasola. 1. srpnja 2008. Grizzliesi su odustali od novog potpisivanja ugovora s Brownom te je on postao slobodan igrač.

### Detroit Pistons
28. srpnja 2008. Brown je potpisao dvogodišnji ugovor vrijedan 8 milijuna dolara za NBA momčad Detroit Pistonsa.

## NBA statistika

### Regularni dio
| Godina    | Klub        | Odig. uta. | Uta. poč. | Min. | 2P%  | 3P%  | Sl. bac.% | Skok. | Asist. | Ukr. lop. | Blok. | Poena |
| --------- | ----------- | ---------- | --------- | ---- | ---- | ---- | --------- | ----- | ------ | --------- | ----- | ----- |
| 2001./02. | Washington  | 57         | 3         | 14.3 | .387 | .000 | .707      | 3.5   | .8     | .3        | .5    | 4.5   |
| 2002./03. | Washington  | 80         | 20        | 22.2 | .446 | .000 | .668      | 5.3   | .7     | .6        | 1.0   | 7.4   |
| 2003./04. | Washington  | 74         | 57        | 30.3 | .489 | .500 | .683      | 7.4   | 1.5    | .9        | .7    | 10.9  |
| 2004./05. | Washington  | 42         | 14        | 21.6 | .460 | .000 | .574      | 4.9   | .9     | .6        | .4    | 7.0   |
| 2005./06. | L.A. Lakers | 72         | 49        | 27.5 | .526 | .000 | .545      | 6.6   | 1.0    | .4        | .6    | 7.4   |
| 2006./07. | L.A. Lakers | 41         | 28        | 27.6 | .591 | .000 | .440      | 6.0   | 1.8    | .9        | 1.2   | 8.4   |
| 2007./08. | L.A. Lakers | 23         | 14        | 22.1 | .515 | .000 | .406      | 5.7   | 1.2    | .7        | .8    | 5.7   |
| 2007./08. | Memphis     | 15         | 1         | 13.6 | .487 | .000 | .412      | 3.8   | 1.1    | .4        | .3    | 3.5   |
| 2008./09. | Detroit     | 58         | 30        | 17.2 | .533 | .000 | .516      | 5.0   | .6     | .4        | .4    | 4.2   |
| Ukupno    |             | 462        | 216       | 22.9 | .487 | .125 | .590      | 5.6   | 1.0    | .6        | .6    | 7.0   |

### Doigravanje
| Godina    | Klub        | Odig. uta. | Uta. poč. | Min. | 2P%  | 3P%  | Sl. bac.% | Skok. | Asist. | Ukr. lop. | Blok. | Poena |
| --------- | ----------- | ---------- | --------- | ---- | ---- | ---- | --------- | ----- | ------ | --------- | ----- | ----- |
| 2004./05. | Washington  | 3          | 0         | 20.0 | .385 | .000 | .556      | 5.0   | 1.0    | .0        | .7    | 5.0   |
| 2005./06. | L.A. Lakers | 7          | 7         | 32.1 | .523 | .000 | .710      | 6.6   | 1.0    | .3        | .9    | 12.9  |
| 2006./07. | L.A. Lakers | 5          | 5         | 26.6 | .528 | .000 | .556      | 5.6   | .2     | .2        | .8    | 8.6   |
| 2008./09. | Detroit     | 3          | 0         | 16.0 | .375 | .000 | .750      | 5.0   | .0     | .0        | 1.0   | 3.0   |
| Ukupno    |             | 18         | 12        | 25.9 | .500 | .000 | .660      | 5.8   | .6     | .2        | .8    | 8.7   |

## Vanjske poveznice
- Profil na NBA.com
- Profil  Arhivirana inačica izvorne stranice od 9. svibnja 2012. (Wayback Machine) na Basketball-Reference.com
- Profil na ESPN.com
- Draft profil na NBA.com

| Prethodnik:   | Prvi izbor NBA drafta NBA draft 2001. | Nasljednik: |
| Kenyon Martin | Prvi izbor NBA drafta NBA draft 2001. | Yao Ming    |